# Грин-Медоу (тауншип, Миннесота)
Грин-Медоу (англ. Green Meadow) — тауншип в округе Норман, Миннесота, США. На 2000 год его население составило 114 человек.

## География
По данным Бюро переписи населения США площадь тауншипа составляет 94,8 км², из которых 94,8 км² занимает суша, водоёмов нет.

## Демография
По данным переписи населения 2000 года здесь находились 114 человек, 42 домохозяйства и 33 семьи. Плотность населения —  1,2 чел./км². На территории тауншипа расположено 49 построек со средней плотностью 0,5 построек на один квадратный километр. Расовый состав населения: 99,12 % белых и 0,88 % приходится на две или более других рас.
Из 42 домохозяйств в 35,7 % воспитывались дети до 18 лет, в 73,8 % проживали супружеские пары и в 21,4 % домохозяйств проживали несемейные люди. 21,4 % домохозяйств состояли из одного человека, при том 9,5 % из — одиноких пожилых людей старше 65 лет. Средний размер домохозяйства — 2,71, а семьи — 3,12 человека.
26,3 % населения — младше 18 лет, 7,0 % — в возрасте от 18 до 24 лет, 25,4 % — от 25 до 44, 23,7 % — от 45 до 64, и 17,5 % — старше 65 лет. Средний возраст — 40 лет. На каждые 100 женщин приходилось 111,1 мужчин. На каждые 100 женщин старше 18 приходилось 110,0 мужчин.
Средний годовой доход домохозяйства составлял 33 750 долларов, а средний годовой доход семьи —  43 125 долларов. Средний доход мужчин —  26 250  долларов, в то время как у женщин — 20 833. Доход на душу населения составил 13 135 долларов. За чертой бедности не находилась ни одна семья и 5,3 % всего населения тауншипа, из которых 10,5 % старше 65 лет.